# Alció becnegre
L'alció becnegre (Pelargopsis melanorhyncha) és una espècie d'ocell de la família dels alcedínids (Alcedinidae) que habita corrents fluvials a la selva de Sulawesi.